# Киршин, Михаил Васильевич
Михаи́л Васи́льевич Ки́ршин (22 июля 1924, д. Верхние Кватчи, Вотская автономная область — 21 сентября 1944, юго-западнее Жагаре, Литовская ССР) — разведчик 52-й гвардейской разведывательной роты (51-я гвардейская стрелковая дивизия, 6-я гвардейская армия, 1-й Прибалтийский фронт), гвардии сержант. Кавалер ордена Славы трёх степеней.

## Биография
Киршин родился 22 июля 1924 года в деревне Верхние Кватчи Можгинского уезда Воткинской автономной области в семье крестьянина. В 1939 году окончил семь классов, работал в колхозе.
Призван в армию Можгинским райвоенкоматом в августе 1942 года. В действующей армии с января 1943 года. Воевал в качестве разведчика на Калининском и 1-м Прибалтийском фронтах.
Разведчик 1187-го стрелкового полка (358-я стрелковая дивизия, 4-я ударная армия, 1-й Прибалтийский фронт) младший сержант Киршин к марту 1944 года имел на своём счету четырёх добытых им «языков». В ночь на 4 марта 1944 года в составе разведывательной группы он проник в расположение противника в районе деревни Канашенки Витебской области (Белоруссия), захватил двух пленных с документами и доставил их в штаб.
Приказом от 23 марта 1944 года младший сержант Киршин Михаил Васильевич был награждён орденом Славы 3-й степени (№ 22462).
Разведчик 52-й гвардейской разведывательной роты (51-я гвардейская стрелковая дивизия, 6-я гвардейская армия, 1-й Прибалтийский фронт) гвардии сержант Киршин с группой разведчиков в ночь на 26 июня 1944 года на подручных средствах переправился на левый берег реки Западная Двина в районе деревни Малые Щитки в 20 километрах северо-западнее посёлка Бешенковичи (Витебская область) и, завязав бой, сковал значительные силы противника, содействуя форсированию реки стрелковыми подразделениями. В течение восьми часов группа разведчиков удерживала берег реки, обеспечивая безопасную переправу частей дивизии.
Приказом от 18 июля 1944 года гвардии сержант Киршин Михаил Васильевич был награждён орденом Славы 2-й степени (№ 3816).
В ночь на 13 июля гвардии сержант Киршин в составе группы разведчиков переправился через озеро Дрисвяты на границе Белоруссии и Литвы в 20 километрах южнее города Даугавпилс с целью разведки северного берега озера, опушки леса и подступов к деревне Богинь на берегу озера. Группа ворвалась в деревню и вступила в бой с её гарнизоном. В бою Киршин уничтожил двух немецких солдат, получил ранение, но поле боя не покинул, продолжая выполнять боевую задачу. В рукопашной схватке группа взяла в плен одного солдата и доставила его в часть.
Указом Президиума Верховного Совета СССР от 24 марта 1945 года «за мужество, отвагу и бесстрашие, проявленные в боях с гитлеровскими захватчиками», гвардии сержант Киршин Михаил Васильевич был награждён орденом Славы 1-й степени, став полным кавалером ордена Славы. Однако эту награду Киршин получить не успел. При выполнении боевого разведывательного задания в ночной вылазке 21 сентября 1944 года юго-западнее города Жагаре Йонишкского района Литвы он погиб, подорвавшись на немецкой мине.
Именем Киршина названа одна из улиц города Можга (Удмуртия).

## Комментарии
1. ↑  Деревня Верхние Кватчи[2], относившаяся к Нижнекватчинскому сельсовету Можгинской волости Можгинского уезда, вошла в состав деревни Кватчи, ныне — в Можгинском районе Удмуртии[3].